# دفع بحري نووي

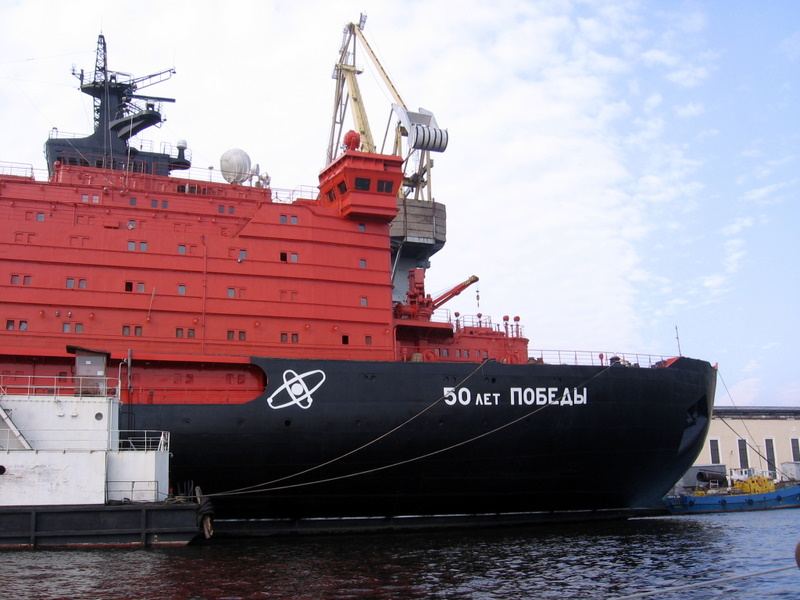
أكبر كاسحة للجليد في العالم

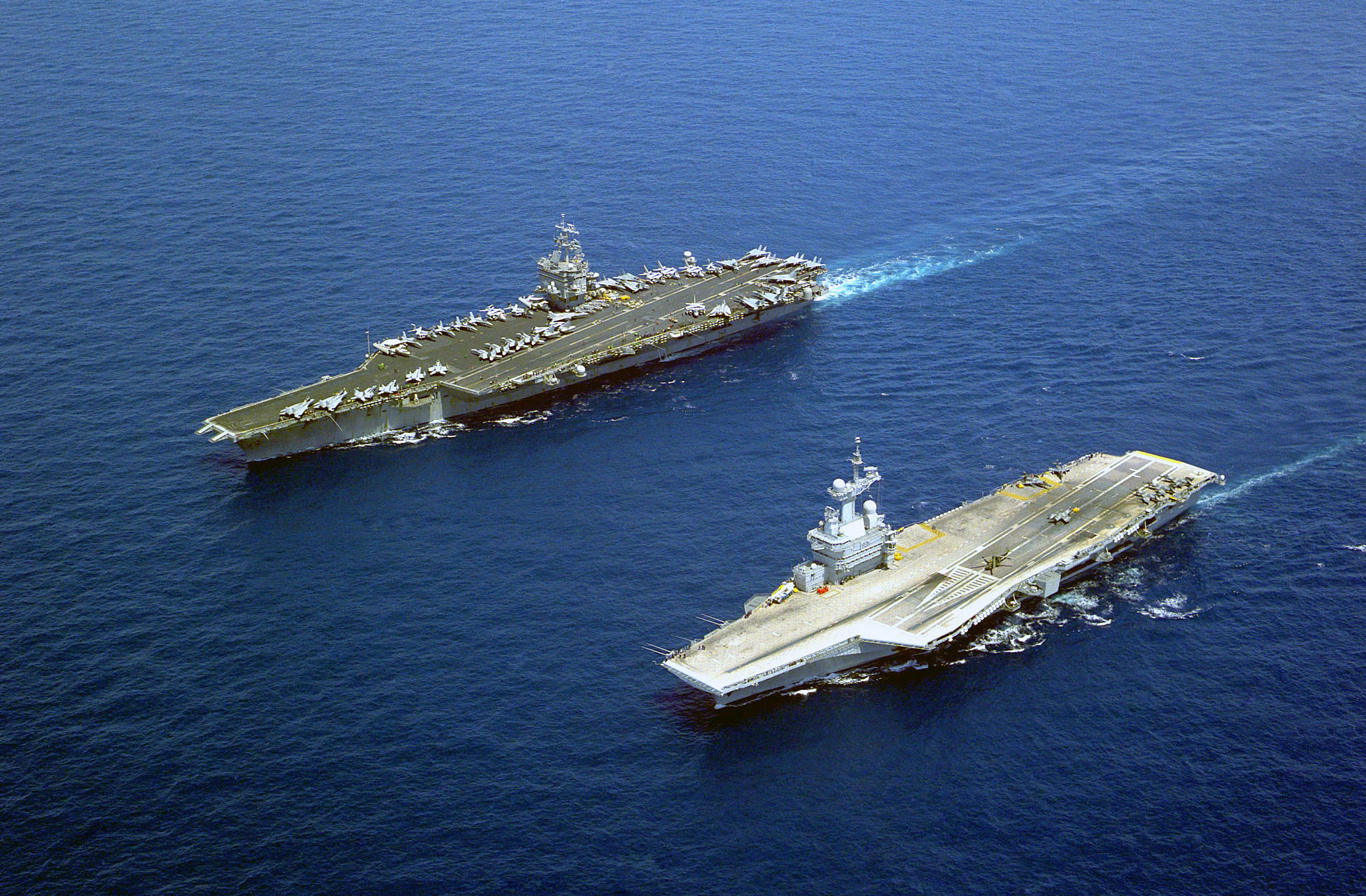
حاملة الطائرات الفرنسية

الدفع البحري النووي هو دفع السفينة أو الغواصة بالحرارة التي توفرها الطاقة النووية حيث تقوم محطة توليد الطاقة بتسخين المياه لإنتاج البخار للتوربين المستخدم لتحويل مراوح السفينة من خلال صندوق التروس أو من خلال مولد كهربائي ومحرك يستخدم الدفع النووي البحري على وجه التحديد داخل السفن الحربية البحرية مثل حاملات الطائرات(انظر البحرية النووية) وقد تم بناء عدد صغير من السفن النووية المدنية التجريبية.
مقارنة بالنفط أو السفن التي تعمل بالفحم يوفر الدفع النووي مزايا فترات تشغيل طويلة للغاية قبل التزود بالوقود حيث يتم احتواء جميع الوقود داخل المفاعل النووي لذلك لا يتم شغل أي مساحة شحن أو إمدادات بالوقود ومع ذلك فإن تكاليف الوقود المنخفضة تقابلها تكاليف التشغيل المرتفعة والاستثمار في البنية التحتية وبالتالي فإن جميع السفن التي تعمل بالطاقة النووية هي سفن عسكرية.

## التفكيك

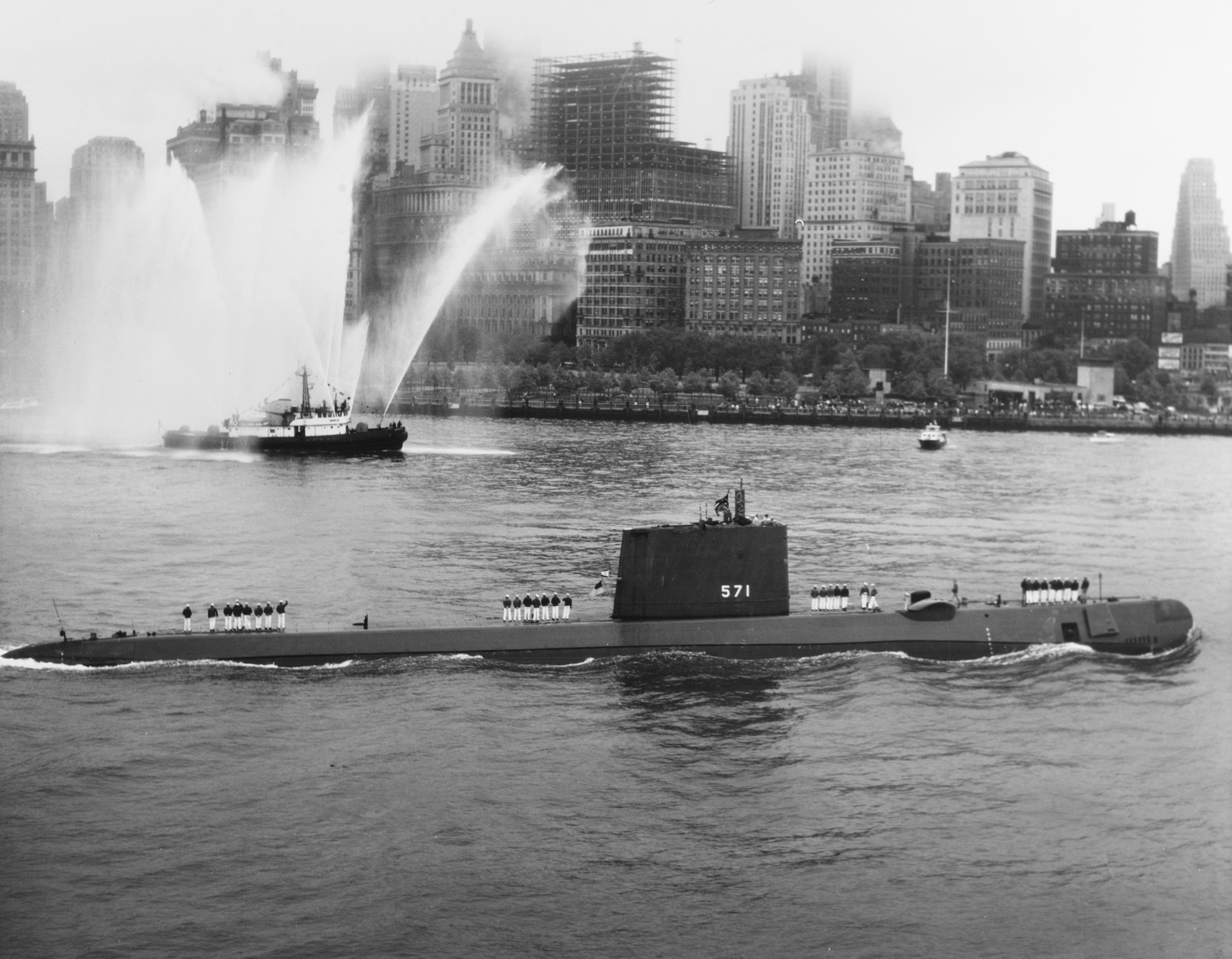

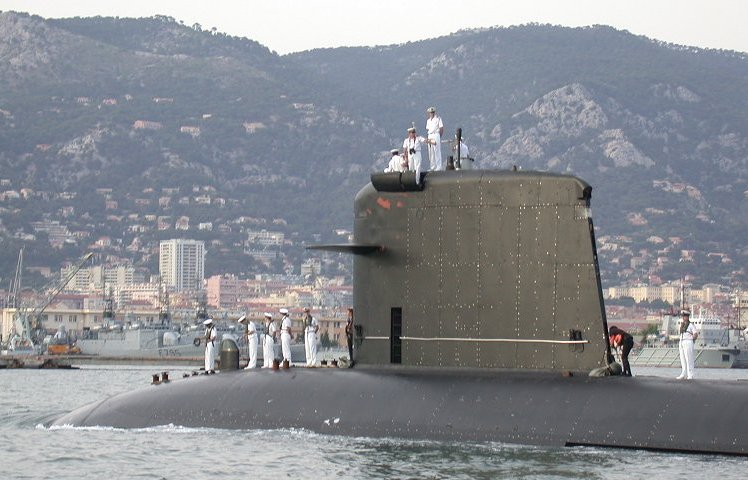

أصبح إيقاف تشغيل الغواصات التي تعمل بالطاقة النووية مهمة رئيسية للبحرية الأمريكية والروسية.

### الولايات المتحدة
بعد التزود بالوقود تتمثل الممارسة الأمريكية في فصل المفاعل عن الوعاء للتخلص منه في دفن بري ضحل كنفايات منخفضة المستوى.

### روسيا
في روسيا تظل السفن بأكملها أو المفاعلات تخزن عادة في منشأة ذات أرضية خرسانية على الأرض في أقصى الشمال.

## تصاميم المستقبل
روسيا تقدمت بشكل جيد مع خطط لبناء محطة طاقة نووية عائمة لأراضيها الشرقية حيث يحتوي التصميم على وحدتين تبلغ 35 ميغاواط على أساس مفاعل KLT-40 المستخدم في كاسحات الجليد (مع التزود بالوقود كل أربع سنوات).
تم استخدام بعض السفن البحرية الروسية لتوفير الكهرباء للاستخدام المنزلي والصناعي في البلدات النائية في أقصى الشرق وسيبيريا.

## المسؤولية المدنية
التأمين على السفن النووية ليس مثل تأمين السفن التقليدية حيث يمكن أن تمتد عواقب الحادث إلى الحدود الوطنية وحجم الضرر المحتمل يتجاوز قدرة شركات التأمين الخاصة حيث كان لابد من إنشاء اتفاقية دولية خاصة تعرف الآن بإتفاقية بروكسل بشأن مسؤولية مشغلي السفن النووية التي وضعت في عام 1962.